# HMS Arethusa (1913)
El HMS Arethusa fue el buque cabeza de su clase formada por 8 cruceros ligeros. Fue construido en los astilleros Chatham Dockyard de Gran Bretaña. 
Iniciada su construcción en octubre de 1912, su botadura tuvo lugar el 25 de octubre de 1913 y fue alistado en agosto de 1914 como "conductor de flotillas" de las flotillas de destructores de Harwick.

## Características
El Arethusa y sus buques gemelos fueron los primeros cruceros ligeros que alistó la Royal Navy que, hasta entonces y como en otras Armadas nacionales, sólo construían cruceros protegidos. 
Fueron alistados en el bienio 1914-1915, participando todos en el conflicto mundial, y se trataba de unidades ligeras con un desplazamiento normal de 3500 toneladas y con capacidad de alcanzar una velocidad de 29 nudos. Sin embargo, el armamento principal aún seguía concebido según las teorías del crucero protegido, en cuanto que no era de tipo monocalibre, sino de calibres mixtos, con piezas de 152 y de 102 mm.
La adopción en estas unidades de calderas a nafta llevó consigo la desaparición de las carboneras, situadas lateralmente sobre la parte inclinada de la cubierta acorazada. Esto implicó la eliminación de la protección confiada a la cubierta interna, en favor de una coraza lateral externa, que se convertiría en el sistema protector típico de los cruceros ligeros británicos hasta finales de la Primera Guerra Mundial.

## Historial delHMS Arethusa
El Arethusa tuvo una importante participación en el conflicto mundial. 
El 28 de agosto de 1914 participó en la batalla de Helgoland bajo el mando del comodoro Reginald Tyrwhitt, donde fue seriamente dañado por los cruceros ligeros alemanes SMS Frauenlob y SMS Stettin, viéndose forzado a retirarse del combate y volver a su base. 
El 25 de diciembre de ese mismo año, tomó parte en el raid de Cuxhaven y el 24 de enero de 1915 participó en la batalla de Dogger Bank.
Más tarde, ese mismo año, fue transferido a la 5ª escuadra de cruceros ligeros de la Harwich force y en septiembre, capturó 4 remolcadores alemanes.
El 11 de febrero de 1916 chocó con una mina cerca de Felixstowe (supuestamente colocada por el submarino alemán SM UC-7). Remolcado cerca de la orilla, se hundió en aguas poco profundas.

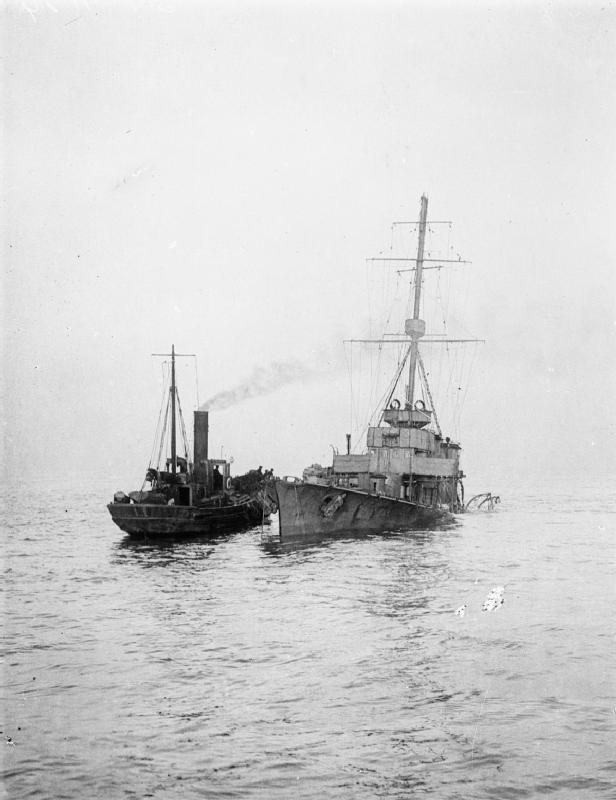
El Arethusa semihundido por la explosión de una mina.

### Buques de la clase
• HMS Aurora
• HMS Galatea 
• HMS Inconstant 
• HMS Penelope
• HMS Phaeton
• HMS Royalist
• HMS Undaunted
- Datos: Q15222443
- Multimedia: HMS Arethusa (ship, 1914) / Q15222443